# مستشفى دانة الإمارات
مستشفى دانة الإمارات (DAE) أو أم اللؤلؤة هو مستشفى مخصص للنساء والأطفال في أبو ظبي، الإمارات العربية المتحدة. تقع على أرض مساحتها 46,000 متر مربع (500,000 قدم2)، بسعة 150 سريراً، وتقدم مجموعة شاملة من الخدمات الطبية للمرضى الداخليين والخارجيين، افتتحت مستشفى دانة الإمارات أبوابها في أغسطس 2015 وهي متخصصة في حالات الحمل والولادة العامة عالية الخطورة، ووحدات العناية المركزة للبالغين والأطفال، والعمليات الجراحية.

## خدمات نسائية متخصصة
تشمل الخدمات الطبية المقدمة للسيدات ما يلي:
أمراض النساء والتوليد: تنظيم الأسرة، طب الأجنة، أمراض النساء، عيادة المسالك البولية النسائية، المخاض والولادة، الأمومة، طب التوليد والطب الإنجابي.
الخدمات الطبية النسائية: الحساسية والمناعة، عيادة ما قبل الولادة وما بعد الولادة، عيادة أمراض القلب والقلب والرئة، صحة المجتمع، الأمراض الجلدية، علم التغذية، أمراض الغدد الصماء، التنظير، الطب الباطني، هشاشة العظام، إدارة الألم، إدارة الوزن وفحص صحة المرأة.
الخدمات الجراحية النسائية: أمراض الجهاز الهضمي، والجراحة العامة، وجراحات التدخل الجراحي البسيط، وجراحة أمراض النساء والتوليد، والجراحة التجميلية.
الأشعة: قياس كثافة العظام، فحص القلب والرئة، التصوير العام، التصوير الشعاعي للثدي، الموجات فوق الصوتية وديناميكيات الجهاز البولي.

## خدمات الأطفال المتخصصة
تشمل الخدمات الطبية المقدمة للأطفال ما يلي:
الخدمات الطبية للأطفال: تنمية الطفل، وطب حديثي الولادة، ووحدة العناية المركزة لحديثي الولادة، وطب الأطفال، وأمراض القلب للأطفال، وطب المسالك البولية للأطفال، وأمراض الرئة للأطفال، وأمراض الغدد الصماء لدى الأطفال ، ووحدة العناية المركزة للأطفال.
تخصصات جراحة الأطفال: جراحة الأطفال حديثي الولادة، جراحة الأطفال العامة، جراحة الصدر للأطفال، جراحة المسالك البولية للأطفال، تنظير البطن وتنظير المثانة، دراسة ديناميكا البول للأطفال واستشارات ما قبل الولادة متعددة التخصصات.
الحالات والإجراءات الجراحية للأطفال: الختان ، الفتق الإربي والقيلة المائية، الخصية المعلقة، المبال التحتاني، سلس البول، موه الكلية، الارتجاع المثاني الحالبي، التهاب الزائدة الدودية، الانغماس، التشوهات الشرجية، مرض هيرشبرونغ، جراحة الكبد، الفتق السري، انشقاق البطن الخلقي و قيلة سرية، رتق الأمعاء، رتق المريء ، فتق الحجاب الحاجز الخلقي، تشوهات الرئة الخلقية، تورم الأنسجة الرخوة، العلاج التصلبي لتشوهات الأوعية الدموية والارتجاع المعدي المريئي.

## روابط خارجية
- الموقع الرسمي